# Janaína Farias
Janaína Carla Farias (Crateús, 6 de novembro de 1974) é uma política brasileira filiada ao Partido dos Trabalhadores (PT). É a atual prefeita de Crateús. Foi senadora pelo estado do Ceará.

## Biografia
Janaína Farias é formada em turismo pela Universidade de Fortaleza (UNIFOR) e foi assessora especial de Camilo Santana em seus dois mandatos como governador do Ceará. Ela ocupou funções nas Secretarias da Cidade e do Desenvolvimento Agrário do Ceará e também foi secretária de Gestão da Informação e Inovação no Ministério da Educação.

## Política
Em 2022, Janaína foi eleita segunda suplente de senadora na chapa de Camilo Santana (PT). Com a licença de 121 dias da primeira suplente, Augusta Brito (PT), para assumir a Secretaria de Articulação Política na gestão de Elmano de Freitas, Janaina acabou assumindo a cadeira temporariamente em 2 de abril de 2024.
Nas eleições municipais de 2024, Janaína concorreu ao cargo de prefeita de Crateús. Obteve 26.055 votos (54,36%), sendo a segunda mulher na história a governar o município cearense.

## Ataques de Ciro Gomes
Em 5 de abril de 2024, o ex-governador do Ceará Ciro Gomes comparou Janaína a uma serviçal particular de Camilo Santana. Ele também comparou o Ministro da Educação ao imperador romano Calígula e questionou o preparo de Janaína para assumir o mandato de senadora:
– Esse cara [Calígula] estava tão poderoso que para humilhar o Senado nomeou o próprio cavalo. Mal comparando […] eu pergunto, com todo respeito: qual é a obra, a realização, o preparo, que Janaína tem para ser senadora da República? Ela só fez serviço particular do Camilo, e serviço particular, assim, é o harém, são os eunucos, são as meninas do entorno. Ela sempre foi encarregada desse serviço [...]
[...] Quem está assumindo o Senado Federal hoje? Sabe qual é o serviço prestado para ir ao lugar de Virgílio Távora, de Tasso Jereissati, de Mauro Benevides, de Patrícia Saboya, que tinha uma longa história de políticas sociais, pioneira da política de creche? Aí vai agora a assessora para assuntos de cama do Camilo Santana para o Senado da República? Onde é que nós estamos?— Ciro Gomes em entrevista ao jornal A Notícia do Ceará
Ciro Gomes foi acusado de ser machista e misógino ao fazer estas declarações; a própria Janaína foi à justiça por conta das declarações polêmicas do ex-governador. Ele também foi criticado pelo Partido dos Trabalhadores do Ceará, que classificou as declarações como "repugnantes e inaceitáveis". O Ministério Público Eleitoral denunciou Ciro por violência política de gênero em maio de 2024.

## Desempenho eleitoral
| Ano  | Eleição              | Partido | Cargo                                             | Votos     | %      | Resultado | Ref    |
| ---- | -------------------- | ------- | ------------------------------------------------- | --------- | ------ | --------- | ------ |
| 2022 | Estaduais no Ceará   | PT      | 2ª Suplente Senadora Titular: Camilo Santana (PT) | 3.389.513 | 69,76% | Eleita    | [ 10 ] |
| 2024 | Municipal de Crateús | PT      | Prefeita                                          | 26.055    | 54,36% | Eleita    | [ 11 ] |